# Temporada 1999-2000 de los Vancouver Grizzlies
La temporada 1999-2000 fue la quinta de los Vancouver Grizzlies en la NBA. La temporada regular acabó con 22 victorias y 60 derrotas, ocupando el duodécimo puesto de la conferencia Oeste, no logrando clasificarse para los playoffs.

## Elecciones en elDraft
| Ronda | Puesto | Jugador       | Posición | Nacionalidad   | Universidad           |
| ----- | ------ | ------------- | -------- | -------------- | --------------------- |
| 1     | 2      | Steve Francis | Base     | Estados Unidos | Maryland              |
| 2     | 37     | Obinna Ekezie | Pívot    | Nigeria        | Maryland              |
| 2     | 51     | Antwain Smith | Alero    | Estados Unidos | Saint Paul's College* |

## Temporada regular
| División Medio Oeste     | División Medio Oeste | División Medio Oeste | División Medio Oeste | División Medio Oeste | División Medio Oeste | División Medio Oeste | División Medio Oeste | División Medio Oeste |
| Equipo                   | G                    | P                    | %                    | PD                   | Casa                 | Fuera                | Div                  |                      |
| ------------------------ | -------------------- | -------------------- | -------------------- | -------------------- | -------------------- | -------------------- | -------------------- | -------------------- |
| y-Utah Jazz              | 55                   | 27                   | .671                 | –                    | 31–10                | 24–17                | 14–10                |                      |
| x-San Antonio Spurs      | 53                   | 29                   | .646                 | 2                    | 31–10                | 22–19                | 16–8                 |                      |
| x-Minnesota Timberwolves | 50                   | 32                   | .610                 | 5                    | 26–15                | 24–17                | 18–6                 |                      |
| Dallas Mavericks         | 40                   | 42                   | .488                 | 15                   | 22–19                | 18–23                | 12–12                |                      |
| Denver Nuggets           | 35                   | 47                   | .427                 | 20                   | 25–16                | 10–31                | 10–14                |                      |
| Houston Rockets          | 34                   | 48                   | .415                 | 21                   | 22–19                | 12–29                | 8–16                 |                      |
| Vancouver Grizzlies      | 22                   | 60                   | .268                 | 33                   | 12–29                | 10–31                | 6–18                 |                      |

## Estadísticas

### Temporada regular
| Jugador             | POS | PJ | PT | MJ    | REB | AST | ROB | TAP | PTS   | MPP  | RPP  | APP | ROP | TPP | PPP  |
| ------------------- | --- | -- | -- | ----- | --- | --- | --- | --- | ----- | ---- | ---- | --- | --- | --- | ---- |
| Shareef Abdur-Rahim | SF  | 82 | 82 | 3,223 | 825 | 271 | 89  | 87  | 1,663 | 39.3 | 10.1 | 3.3 | 1.1 | 1.1 | 20.3 |
| Mike Bibby          | PG  | 82 | 82 | 3,155 | 306 | 665 | 132 | 15  | 1,190 | 38.5 | 3.7  | 8.1 | 1.6 | .2  | 14.5 |
| Michael Dickerson   | SG  | 82 | 82 | 3,103 | 279 | 208 | 116 | 45  | 1,496 | 37.8 | 3.4  | 2.5 | 1.4 | .5  | 18.2 |
| Othella Harrington  | PF  | 82 | 82 | 2,677 | 563 | 97  | 36  | 58  | 1,076 | 32.6 | 6.9  | 1.2 | .4  | .7  | 13.1 |
| Bryant Reeves       | C   | 69 | 67 | 1,773 | 390 | 82  | 33  | 38  | 611   | 25.7 | 5.7  | 1.2 | .5  | .6  | 8.9  |
| Dennis Scott        | SF  | 66 | 0  | 1,263 | 106 | 69  | 28  | 9   | 369   | 19.1 | 1.6  | 1.0 | .4  | .1  | 5.6  |
| Felipe López        | SG  | 65 | 0  | 781   | 124 | 44  | 32  | 17  | 292   | 12.0 | 1.9  | .7  | .5  | .3  | 4.5  |
| Cherokee Parks      | C   | 56 | 14 | 808   | 183 | 35  | 29  | 45  | 168   | 14.4 | 3.3  | .6  | .5  | .8  | 3.0  |
| Milt Palacio        | PG  | 53 | 0  | 394   | 51  | 48  | 20  | 0   | 108   | 7.4  | 1.0  | .9  | .4  | .0  | 2.0  |
| Grant Long          | PF  | 42 | 1  | 920   | 234 | 43  | 45  | 10  | 203   | 21.9 | 5.6  | 1.0 | 1.1 | .2  | 4.8  |
| Brent Price         | PG  | 41 | 0  | 424   | 37  | 69  | 17  | 1   | 141   | 10.3 | .9   | 1.7 | .4  | .0  | 3.4  |
| Obinna Ekezie       | PF  | 39 | 0  | 351   | 92  | 8   | 9   | 4   | 125   | 9.0  | 2.4  | .2  | .2  | .1  | 3.2  |
| Doug West           | SG  | 38 | 0  | 581   | 71  | 43  | 12  | 8   | 152   | 15.3 | 1.9  | 1.1 | .3  | .2  | 4.0  |
| Antoine Carr        | SF  | 21 | 0  | 221   | 32  | 7   | 3   | 6   | 67    | 10.5 | 1.5  | .3  | .1  | .3  | 3.2  |
| Joe Stephens        | SF  | 13 | 0  | 181   | 36  | 11  | 7   | 3   | 41    | 13.9 | 2.8  | .8  | .5  | .2  | 3.2  |